# Trentino-Alto Adigio

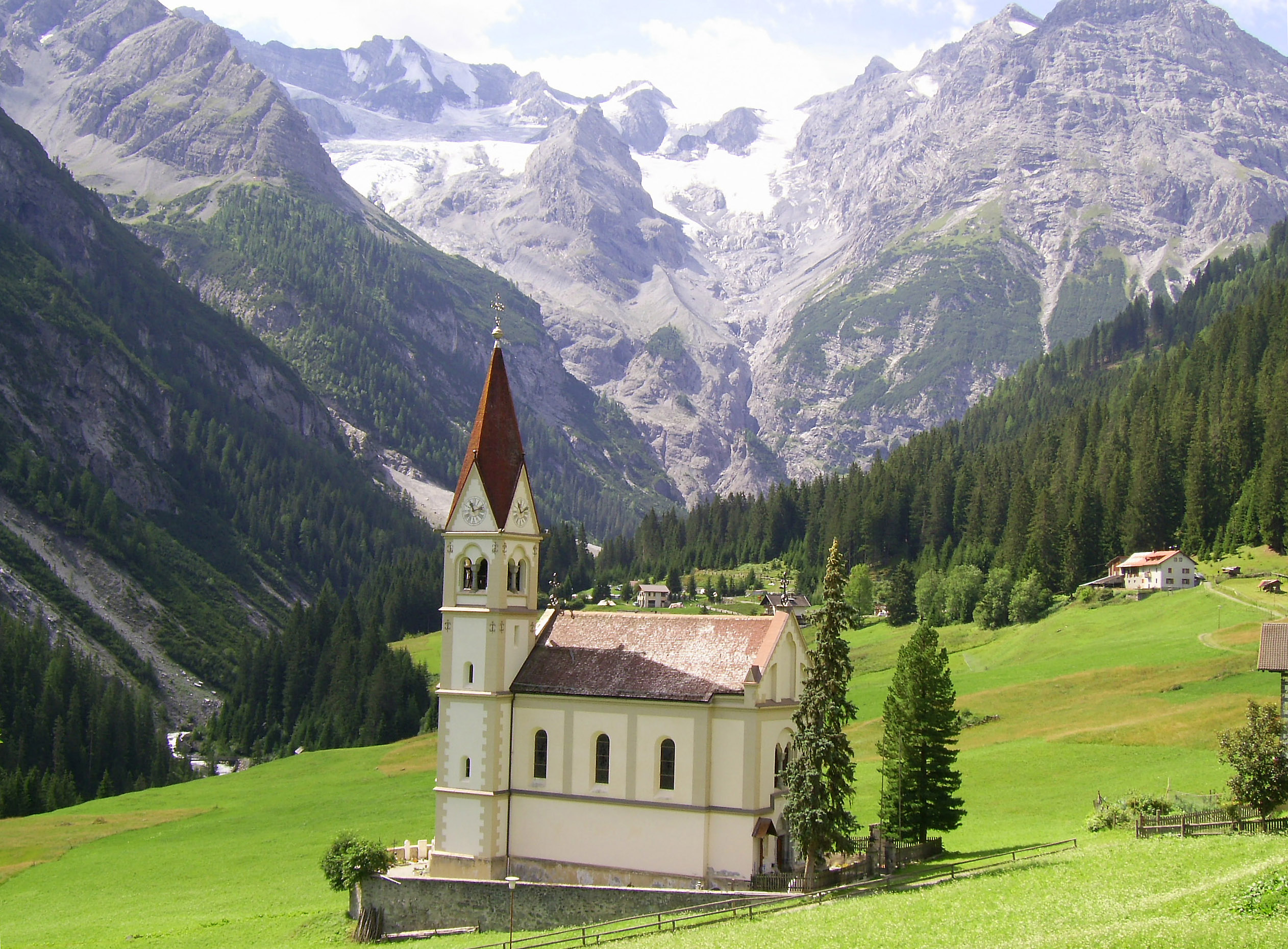
Paisaje alpino cerca del pueblo de Stelvio

Trentino-Alto Adigio (en alemán: Trentino-Südtirol) es una de las veinte regiones que conforman la República Italiana. Su capital y ciudad más poblada es Trento. Está ubicada en el noreste de Italia limitando al norte con la República de Austria y al noroeste con la Confederación Suiza. Con 1 085 599 habs. en 2024 es la quinta región menos poblada del país —por delante de Umbría, Basilicata, Molise y Valle de Aosta— y con 80 hab/km², la quinta menos densamente poblada, por delante de Molise, Cerdeña, Basilicata y Valle de Aosta. Es una de las cinco regiones con estatuto especial.
La parte norte, llamada Alto Adigio, corresponde a la parte más meridional del Tirol, región histórica del Imperio de los Habsburgo, recientemente relanzada con la institución en el ámbito de la Unión Europea, de la Eurorregión Tirol-Trentino-Alto Adigio.
El Trentino-Alto Adigio está formado por dos áreas distintas histórico-culturales y administrativas: al sur el Trentino, que se corresponde con la Provincia Autónoma de Trento, de habla italiana y con capital también en Trento; y al norte el Alto Adigio o Tirol del Sur, de habla mayoritariamente alemana, con capital en Bolzano, correspondiente a la Provincia Autónoma de Bolzano. Limita al sur y al sureste con el Véneto, al norte y al noreste con el Tirol (septentrional y oriental) y el Estado de Salzburgo, al suroeste con Lombardía, al noroeste con Suiza (Cantón de los Grisones).

## Etimología
La palabra Trentino proviene de la ciudad de Trento. Welschtirol, literalmente, "Tirol italiano", respecto al Tirol germanófono, hoy correspondiente con el Trentino. En cuanto al Alto Adigio es la parte superior del río Adigio. En cuanto al Südtirol: sur del Tirol, entendido como región histórica. Por efecto del segundo estatuto especial entrado en vigor en el año 1972 el nombre oficial de la región es Trentino-Alto Adige/Südtirol. El primer estatuto, del 1948, asignaba a la región el nombre bilingüe Trentino-Alto Adige/Tiroler Etschland (Trentino-Alto Adige/Terra Tirolese dell'Adige).
La ley de modificación constitucional número 3 de fecha 18 de octubre de 2001 ha constitucionalizado la dicción del 1972 (véase el artículo 16 de la Constitución de la República Italiana). En el uso cotidiano italiano a menudo la región viene erróneamente indicada con la sola denominación de Trentino, que indica en realidad sólo el territorio que se corresponde con la provincia autónoma de Trento.

## Geografía física
La región se encuentra en la extremidad septentrional de Italia, desde el Lago de Garda a la vertiente alpina. La región limita con los estados austríacos de Tirol y Salzburgo al norte, con las regiones italianas de Lombardía al oeste y sudoeste y de Véneto al este y sudeste, con el cantón suizo de Grisones también al oeste. Se extiende por 13.607 km².
El territorio es enteramente montañoso, caracterizado por los Dolomitas y los Alpes meridionales. El paisaje alpino se encuentra dominado por montañas impactantes por la belleza de su empinada verticalidad (la más alta de ellas es el macizo cristalino de Ortles, 3.899 m.) y profundos valles. Es una región de interés naturalista excepcional, poblada de bellísimos macizos montañosos como el Ortles-Cevedale, el Adamello-Presanella que queda al oeste, el macizo de Brenta y sobre todo la extraordinaria cordillera de las Dolomitas.
La provincia autónoma de Bolzano tiene una superficie de 7400 km² toda ella montañosa y cubierta por vastos bosques. En Italia, la provincia limita con la Lombardía en el oeste, Trento en el sur y el Véneto en el este. El clima es de tipo continental, debido a la influencia de muchas cordilleras montañosas que se alzan bien por encima de 3000 m s. n. m. y los anchos valles a través de los cuales fluye el río principal, el Adigio, desde el norte hasta el sur y sus numerosos afluentes. En la ciudad de Bolzano, capital de la provincia, la temperatura media del aire permanece a 12,2 °C y la lluvia media es de 717,7 mm. El paso más bajo en los Alpes, el paso de Brénero, se encuentra en el extremo norte de la región en la frontera con Austria.
La provincia autónoma de Trento tiene una superficie de 6.207 km², la mayor parte de ella tierra montañosa (20% queda por encima de 2000 m s. n. m. y un 70% de más de 1.000 m s. n. m.) y está cubierta por vastos bosques (50% del territorio). El clima varía por toda la provincia, desde el clima alpino al subcontinental, con veranos templados y variables e inviernos fríos y bastante nevados. La región siempre ha sido un destino preferido de los turistas, tanto en invierno para esquiar como en las altas montañas y en el verano para visitar los anchos valles y muchos lagos.

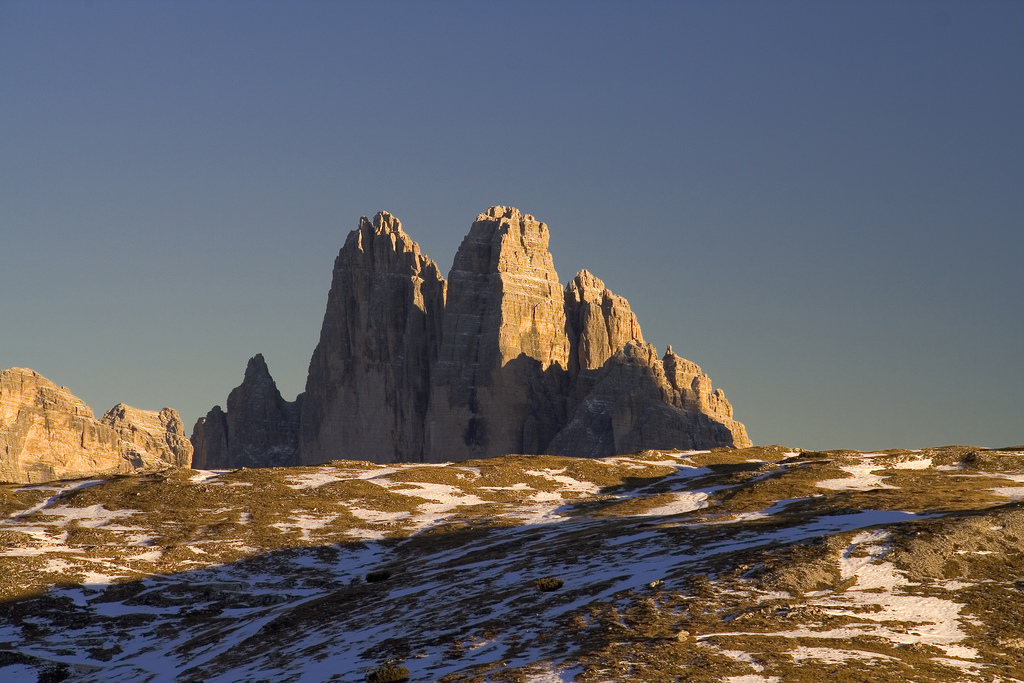
Las Tres Cimas de Lavaredo, en los Dolomitas de Sesto, de Braies y d'Ampezzo.

El Trentino-Alto Adigio es rico en cursos de agua. El río más importante es el Adigio, que da su nombre a la región, y sus afluentes Passirio, Isarco con su tributario Rienza, Avisio y Noce, el Brenta, el Sarca y el Chiese. También le pertenece la parte septentrional del lago de Garda, el mayor lago italiano. En Trentino se extiende la punta septentrional del lago de Garda que se encuentra un poco en Trentino, en Véneto y Lombardía; numerosos son otros lagos alpinos, a menudo de pequeñas dimensiones. Entre los más notables: lago de Ledro, lago de Levico, lago de Molveno y lago de Tovel. En la provincia de Bolzano hay 176 cuencas de aguas naturales con longitud mayor o igual a 100 metros. Gran parte de tales cuencas se encuentran en cuotas superiores a los 2000 metros. Los lagos naturales con una superficie mayor de 5 hectáreas son 13: de estos sólo tres (el lago de Caldaro, en alemán Kalterer See, y los dos lagos de Monticolo, en al. Montiggler Seen) se encuentran a los 1.000 m s. n. m. También hay lagos artificiales, algunos de los cuales de dimensiones notables. Entre los principales se encuentra el lago de Resia.

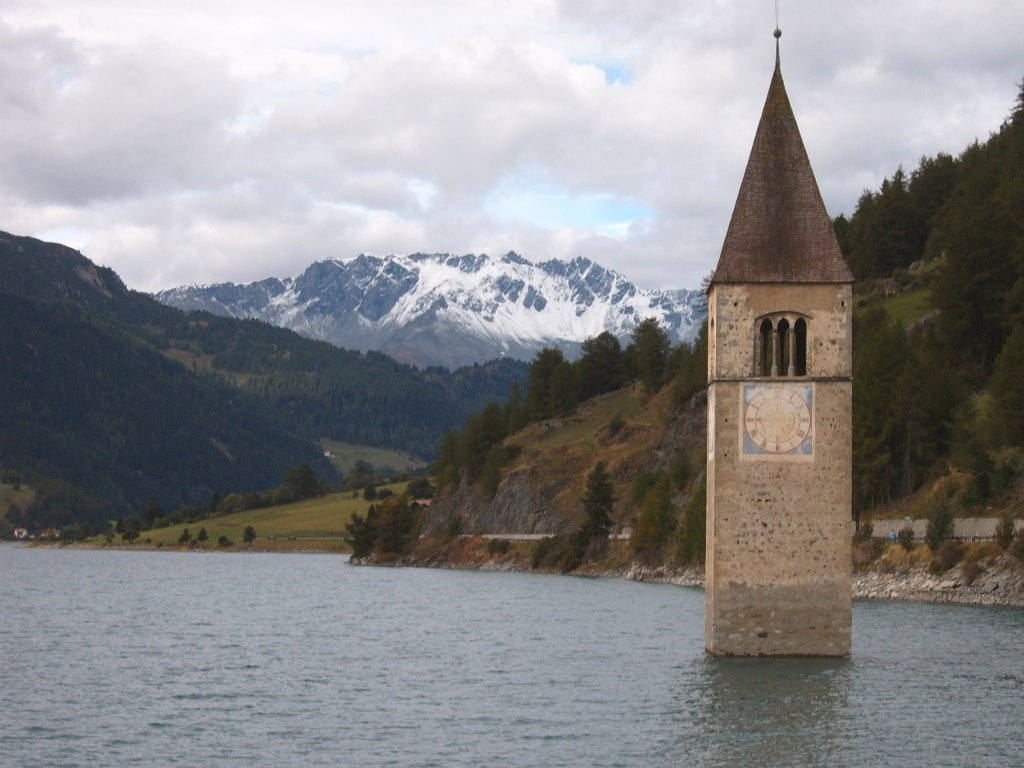
El lago de Resia.

El clima del Trentino puede ser definido de transición entre el clima semicontinental y el alpino. Las temperaturas de enero son comprendidos entre los -5 C° a los -10° mientras que en verano están en 20°-25° incluso más. Presentando la gran parte del territorio una altura media bastante elevada (alrededor del 77% está por encima de los 1.000 m s. n. m., poco menos del 20% sobre los 2000 m s. n. m.), eso no presenta aquellas características de rigidez propias de otras áreas alpinas. El clima puede subdividirse en cuatro grandes áreas:
- área submediterránea - en la zona del Alto Garda y del bajo Valle del Sarca. Es la parte relativamente más auve de la región, con inviernos raramente fríos, aunque no como el resto del fondo de valle, y veranos cálidos pero moderados por la brisa del Garda. La vegetación está compuesta esencialmente por mezcla submediterránea y continentales con particular presencia de olivos, encinas y cipreses;
- área subcontinental - clima e transición que caracteriza el fondo del valle, con inviernos bastante rígidos y considerablemente nevados. La vegetación está constituida sobre todo por castaños, hayas y abetos; también en esta vertiente no faltan en ningún caso esencias submediterráneas, sobre todo en la´áreas protegidas. En esta zona se practica ampliamente el cultivo de la miel. En el Alto Adigio las zonas de producciones principales son la Val Venosta y la zona de Merano hasta Salorno a lo largo del Adigio. La Val Venosta, que se extiende desde las cimas más altas del macizo de Ortles para después ir bajando desde el paso de Resia hasta Merano, es un maravilloso oasis natural, donde prospera la fruticultura más rica y evolucionada. La escasa pluviosidad (menos de 500 mm de precipitaciones anuales), la presencia constante del sol más de 300 días al año.
- área continental - en los valles alpinos (como los valles de Fassa o de Sole o de Primiero) con inviernos severos y veranos breves y bastante lluviosos y con vegetación compuesta sobre todo de coníferas;
- área alpina - en las partes superiores al límite de la vegetación arbórea (1800/900 m s. n. m.), con nieves que permanecen a lo largo del año.

## Historia

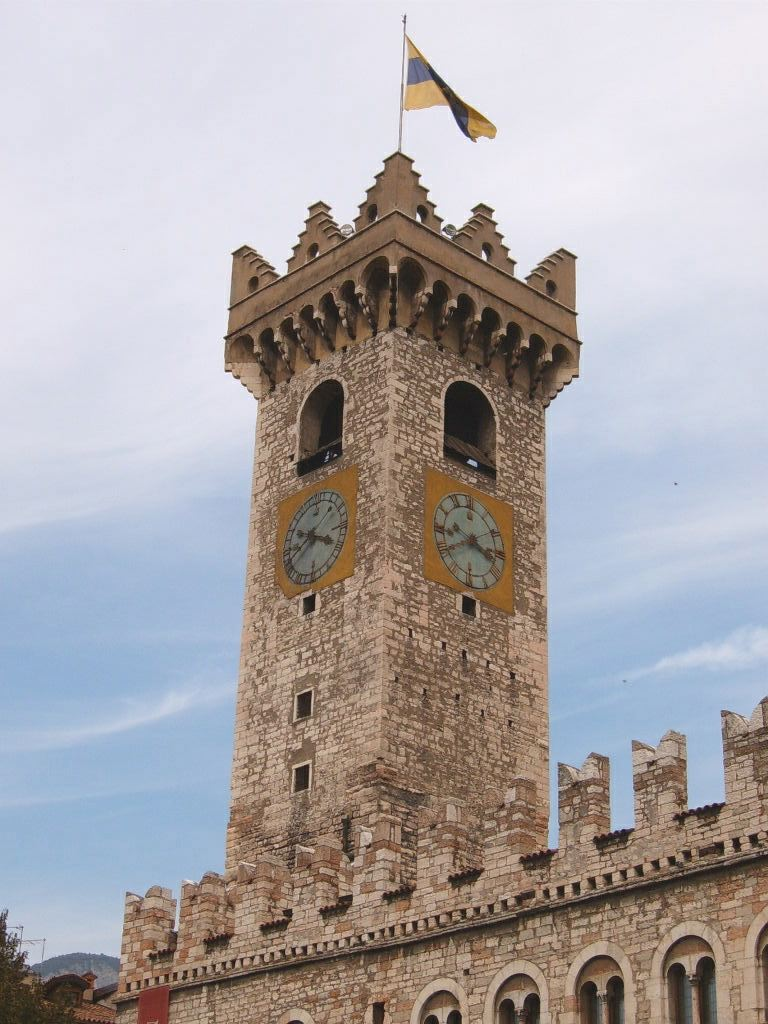
Trento, el campanario.

El Trentino-Alto Adigio ha estado poblado desde la Prehistoria. Fue conquistada por los romanos en el año 15 a. C. Trento fue su ciudad principal; la atravesaban importantes vías de comunicación que enlazaban la llanura Padana con los territorios del otro lado de los Alpes, a través de los pasos de Resia y del Brénero.
Pero desde el siglo VI estos mismos caminos permitieron la entrada a numerosas invasiones bárbaras, que destruyeron gran parte de sus centros habitados y diezmaron su población que entonces era neolatina. Después del fin del Imperio Romano de Occidente, fue dividido entre las tribus germanas invasoras en el Ducado de Trento lombardo (actual provincia de Trento), el Vinschgau alamán y los bávaros, que tomaron el resto. Después de la creación del Reino de Italia bajo Carlomagno, el Marquesado de Verona incluyendo las zonas al sur de Bolzano, mientras que el Ducado de Baviera recibió el resto del territorio. Desde el siglo XI en adelante, parte de la región fue gobernada por los príncipes-obispos de Trento y Bressanone, a quienes los emperadores germanos habían dado amplios poderes temporales sobre su obispado. El resto formó parte del Condado de Tirol y el Condado de Görz, que controlaba el Pustertal: en 1363 su último titular, Margarita, Condesa de Tirol lo cedió a la casa de Habsburgo, que empezó a traer colonos germanos. Las regiones al norte de Salorno fueron ampliamente germanizada a finales de la Edad Media, y poetas como Oswald von Wolkenstein nacieron y vivieron en la parte meridional de Tirol.
En el siglo XII se unieron a estos los condes del Tirol, hasta que en 1363 la región pasó a Rodolfo IV de Habsburgo, miembro de la familia que dominará la escena europea durante varios siglos. Sus valles fueron durante largo tiempo escenario de sangrientas luchas, tanto a causa de los repetidos intentos de invasión (venecianos, lansquenetes y franceses), como por las ansias autonómicas y antifeudales. Pasó un período un poco próspero en el siglo XVIII, debido al régimen ilustrado de la emperatriz María Teresa (1740-1780), en el que fue impulsada la germanización del Alto Adigio.
Los dos obispados fueron secularizados por el tratado de Lunéville de 1803 y entregados a los Habsburgo. Dos años más tarde, después de la derrota austriaca en Austerlitz, la región fue entregada al aliado de Napoleón, Baviera (Tratado de Presburgo, 1805). Los nuevos gobernantes provocaron una rebelión de campesinos, guiados por Andreas Hofer un señor de San Leonardo in Passiria, en 1809 cuando fue aplastado el mismo año; el tratado de París de febrero de 1810 dividió el territorio entre Austria y el napoleónico Reino de Italia. Después de la derrota de Napoleón, en 1815, la región regresó a Austria. Durante el control francés de la región, fue llamada oficialmente Haut Adige (literalmente, "Alto Adigio"; en italiano: Alto Adige; en alemán: Hoch Etsch) para evitar cualquier referencia al histórico Condado de Tirol.
Durante la Primera Guerra Mundial, grandes batallas se lucharon en lo alto de los Alpes y las Dolomitas entre los Austro-Húngaros y los Alpini italianos, para los que el control de la región era un objetivo estratégico clave. La caída del esfuerzo de guerra austro-húngaro permitió a las tropas italianas ocupar la región en 1918 y su unión al reino de Italia fue confirmada en los tratados posteriores a la guerra, que entregaron la región a Italia bajo los términos del Tratado de Saint-Germain, siendo oficializado el nombre Alto Adige pare designar el territorio alrededor de Bolzano. Bajo la dictadura de Benito Mussolini, el dictador fascista de Italia (gobernó entre 1922 y 1943), Alto Adige/Südtirol se vio sometido a un programa incrementado de italianización: todas las referencias al antiguo Tirol fueron prohibidas y se referían a la región como Venezia Tridentina entre 1919 y 1947, en un intento de justificar las pretensiones italianas a la región vinculando históricamente la región con las regiones romanas de Italia (Regio X Venetia et Histria). Hitler y Mussolini llegaron a un acuerdo en 1938 de manera que la población de habla alemana se transfiriera a territorio gobernado por alemanes o dispersados por toda Italia, pero el estallido de la Segunda Guerra Mundial les impidió llevar a cabo de manera completa la reubicación forzosa de poblaciones. No obstante, miles de personas fueron trasladadas al Tercer Reich y solo con grandes dificultades lograron regresar a su tierra ancestral después del fin de la guerra. En 1943, cuando el gobierno italiano firmó un armisticio con los Aliados, la región fue ocupada por Alemania, que lo reorganizó como la Operationszone Alpenvorland y lo puso bajo la administración de Gauleiter Franz Hofer. La región fue de facto anexionada al Reich alemán (con el añadido de la provincia de Belluno) hasta el fin de la guerra, siendo perseguidos los habitantes italianos. Este estatus acabó junto con el régimen nazi y el gobierno italiano se vio restaurado en 1945.
Italia y Austria negociaron un acuerdo en 1946, llevado a efecto en 1947 cuando se promulgó una nueva constitución italiana, que la región recibiría una considerable autonomía. El alemán y el italiano se hicieron idiomas oficiales, y la educación en lengua alemana se permitió de nuevo. Tuvo la denominación Trentino Alto Adige/Tiroler Etschland entre 1948 y 1972.

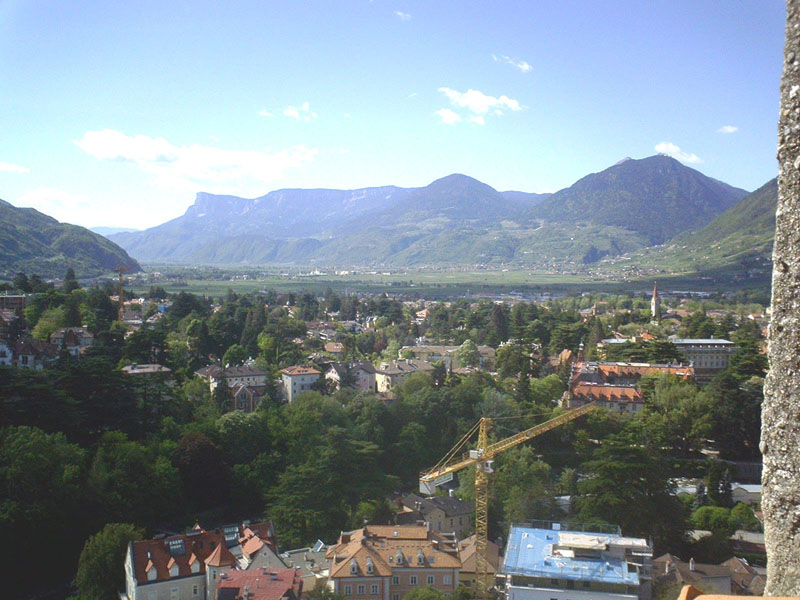
Vista panorámica de Merano (Provincia de Bolzano).

Sin embargo, la implementación del acuerdo no fue vista como algo satisfactorio ni por la población de habla germana ni por el gobierno austriaco. El tema se convirtió en causa de una significativa fricción entre los dos países y fue asumido por las Naciones Unidas en el año 1960. Una nueva ronda de negociaciones se emprendió en 1961 pero resultó poco exitosa, en parte debido a una campaña de violencia y terrorismo en favor de la independencia por movimientos separatistas de habla alemana (favorecidos por el gobierno de Austria). Tras un acuerdo entre los gobiernos italiano y austriaco en diciembre de 1970, se concedió a la región un nuevo estatuto (enero de 1971). Estipulaba que las disputas en la provincia de Bolzano-Bozen se someterían para acuerdo a la Corte Internacional de Justicia en La Haya, de manera que la provincia recibiría una mayor autonomía dentro de Italia, y que Austria no interferiría en los asuntos internos de Bolzano-Bozen. El nuevo acuerdo probó ser ampliamente satisfactorio para las partes implicadas y pronto cesaron las tensiones separatistas.
El Estatuto Especial de 1972 reconoce mayor autonomía a la región. Los asuntos se ayudaron aún más por el acceso de Austria a la Unión Europea en 1995, lo que ayudó a mejorar la cooperación transfronteriza. En mayo de 2006 el senador vitalicio Francesco Cossiga introdujo una propuesta que permitiría a la región celebrar un referendo, en el que el electorado local decidiría permanecer dentro de la República Italiana, convertirse en plenamente independiente, regresar a Austria, o convertirse en parte de Alemania. El Partido Popular Sudtirolés rechazó esta medida porque podía potencialmente causar un renacimiento de las tensiones étnicas.

## Geografía humana

### Demografía
Trentino-Alto Adigio tiene una población de 1 074 819 (31-12-2019). 532 080 viven en la provincia de Bolzano-Bozen y 542 739 en la provincia de Trento. La densidad de población era en 2020 de 79 hab./km², baja si se compara con toda Italia en su conjunto, colocándose en el segundo puesto, después del Valle de Aosta, en la relación entre el número de habitantes y la superficie territorial. Considerando la orografía del territorio y el hecho que los bosques cubren el 70%, parece evidente como se produce una notable diferencia de densidad entre la densidad del territorio interior (en donde por otro lado se verifican fenómenos de despoblación y de migración hacia la ciudad sobre los principales valles) y la del valle del Adigio. Hay que considerar que la media, en el año 2008, era de 198,8. La densidad de población en la provincia de Bolzano-Bozen era 67,3 en 2008, ligeramente por debajo de la de la provincia de Trento, que era 83,6. En ese mismo año 2008 el ISTAT estimó que 70.834 inmigrantes nacidos en el extranjero vivían en el Trentino-Alto Adigio, lo que suponía el 6,9% de la población regional total.

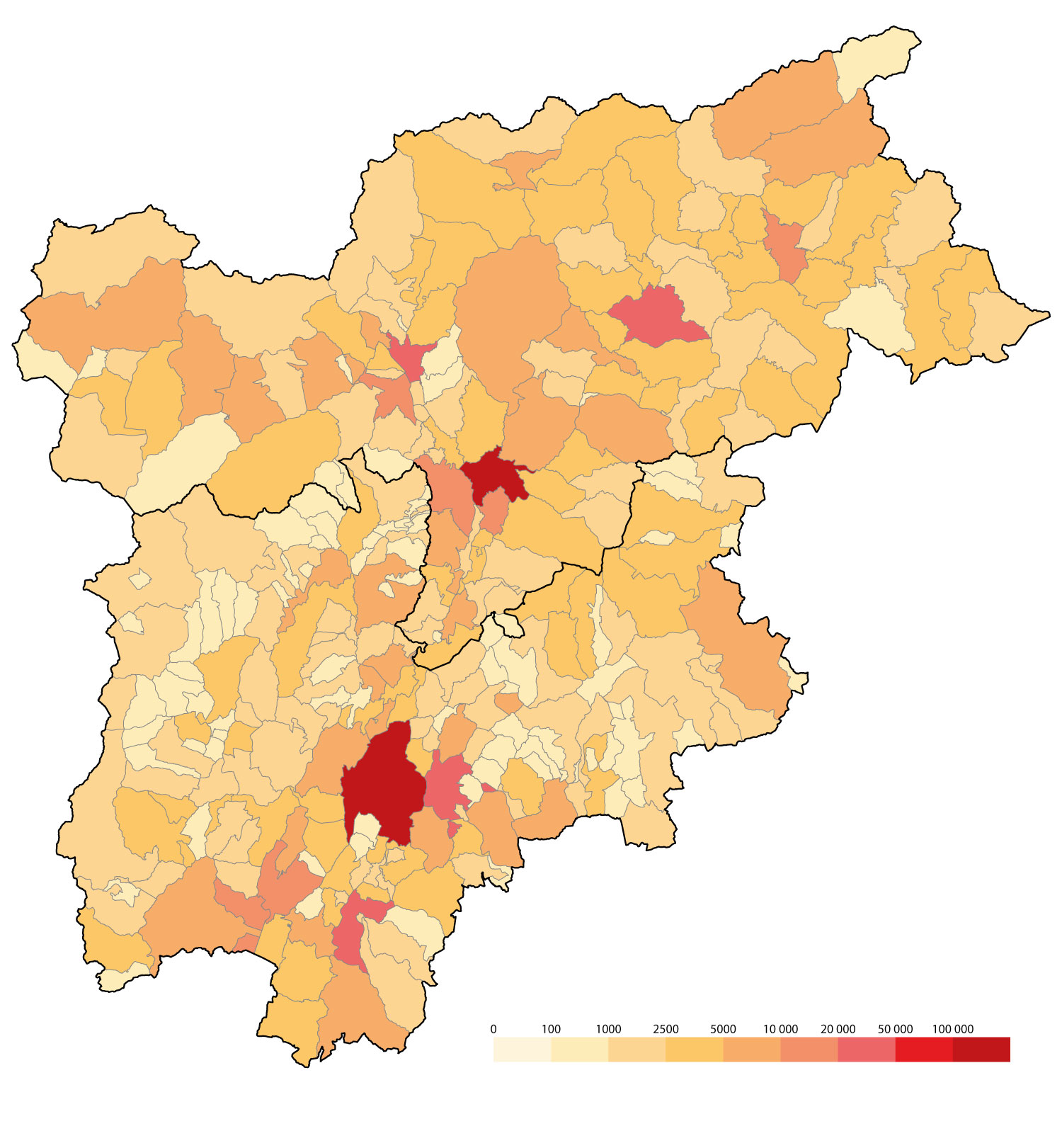
Población (2020)
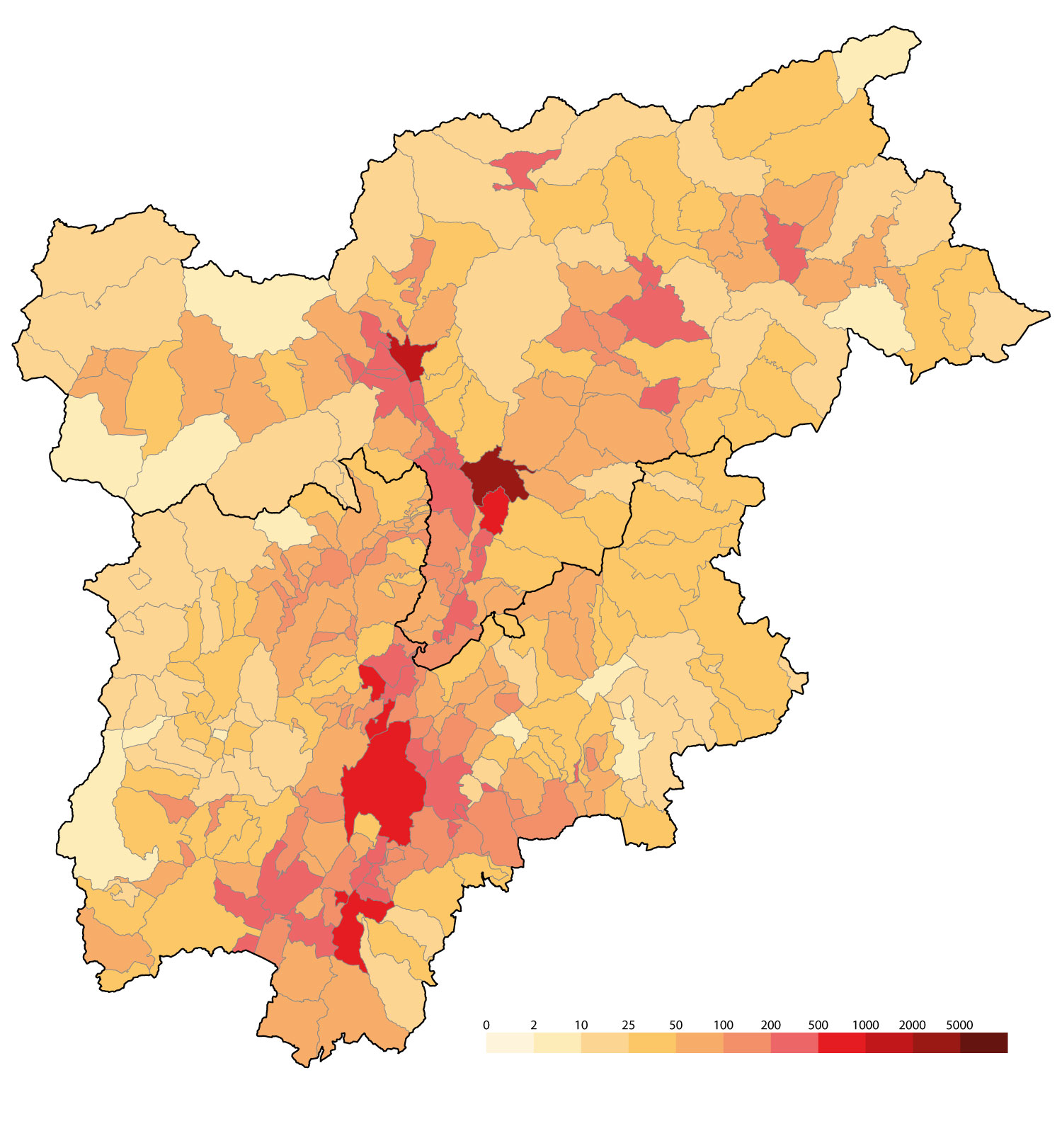
Densidad de población (2020)
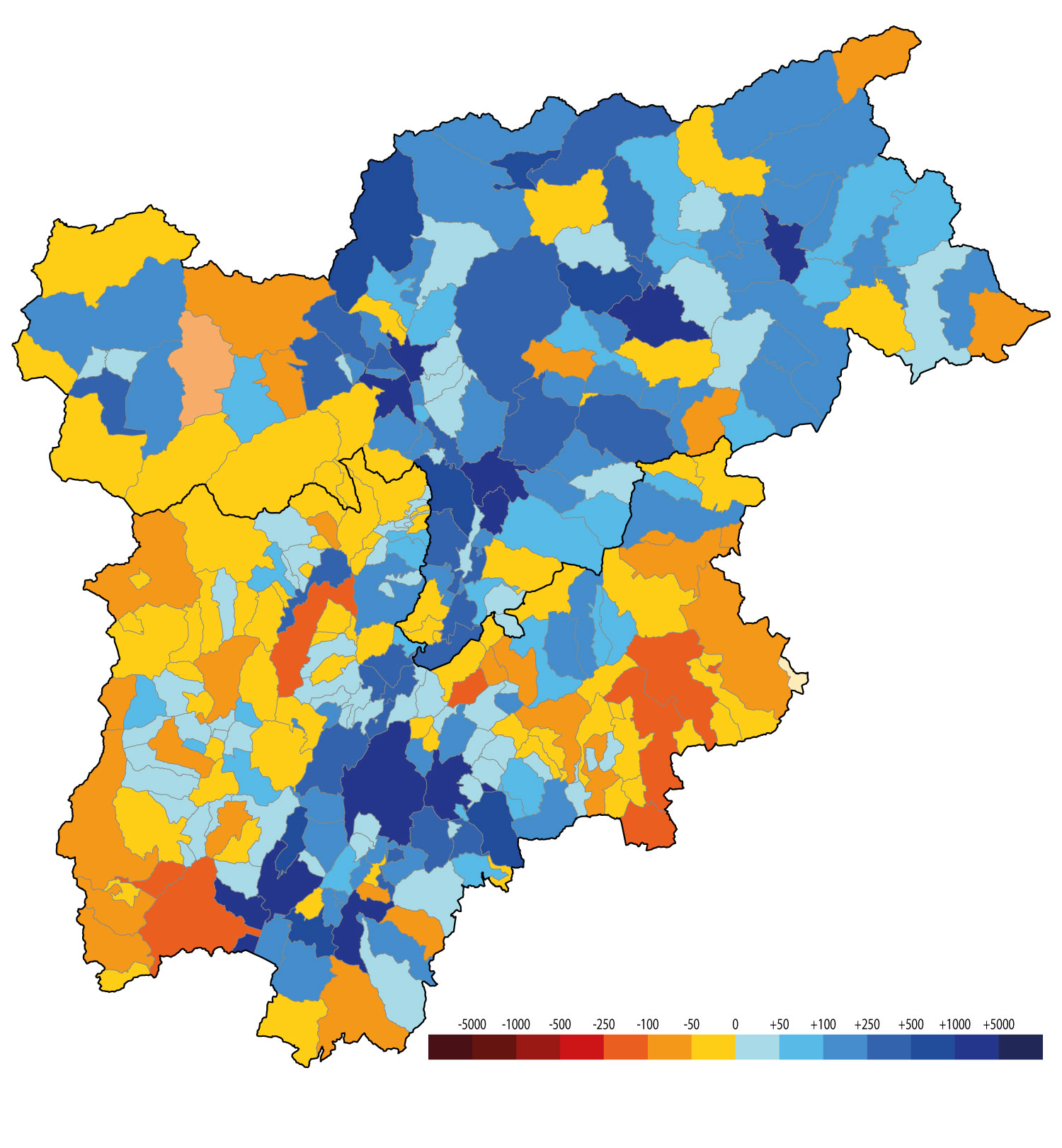
Variación de la población (2011-2020)

La capital regional es Trento. Las ciudades más pobladas son las capitales provinciales.
| Localidad | Población | Provincia |
| --------- | --------- | --------- |
| Trento    | 118 902   | Trento    |
| Bolzano   | 107 407   | Bolzano   |

### Divisiones administrativas
La región se compone de dos provincias, definidas autónomas, ya que se trata de las únicas provincias italianas que tienen poderes legislativos y no están sujetas a la región: la provincia de Trento (o Trentino), y la provincia de Bolzano-Bozen (o Alto Adige/Südtirol).

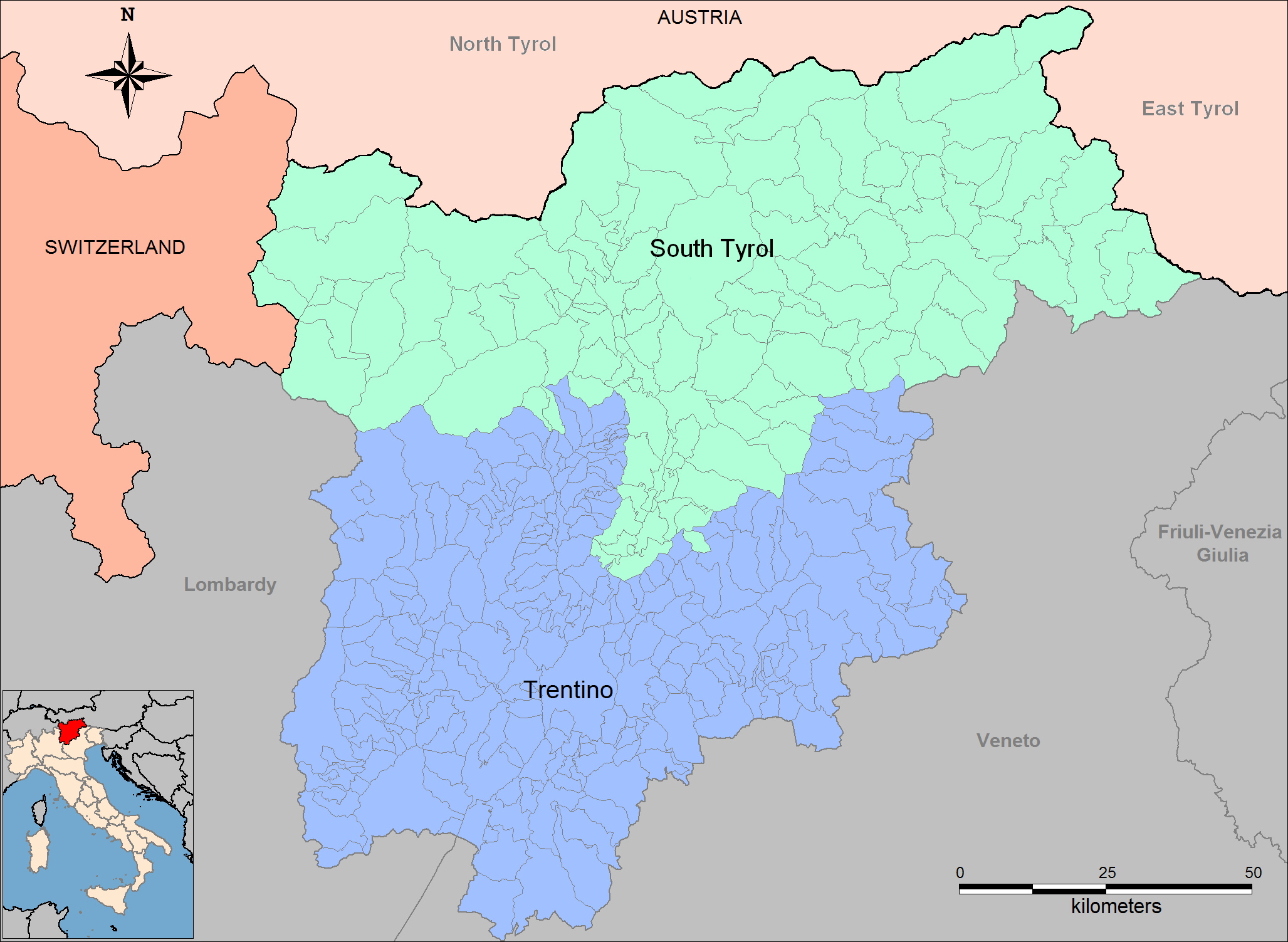
Municipios del Trentino-Alto Adigio, en verde los de habla alemana y azul los de habla italiana.

| Provincia                     | Matrícula | Población (2020) | Superficie (km²) | Densidad (hab./km²) | Presidente       |
| ----------------------------- | --------- | ---------------- | ---------------- | ------------------- | ---------------- |
| Provincia autónoma de Bolzano | BZ        | 532 080          | 7.399,97         | 71,92               | Arno Kompatscher |
| Provincia autónoma de Trento  | TN        | 542 739          | 6.206,90         | 87,44               | Maurizio Fugatti |
| Trentino-Alto Adigio          |           | 1 074 819        | 13.606,87        | 79                  | Arno Kompatscher |

### Política
Casi la totalidad de las competencias regionales han sido traspasadas a las provincias, como resultado del Acuerdo Gruber-De Gasperi, así como el especial estatus de autonomía aprobado por la ley constitucional de 1948. La autonomía de las dos provincias las eleva de facto a la posición de regiones autónomas. Este estatus dio a la región de Trentino-Alto Adigio el derecho a elaborar sus propias leyes en un amplio número de materias y llevar a cabo funciones administrativas. En 1972, la introducción de un segundo estatuto de autonomía, que estuvo en el centro de discusiones entre los gobiernos de Roma y Viena, significaron la transferencia de las principales competencias de la región a las dos provincias de Bolzano y Trento. La autonomía reconocida por el estatuto especial comprende autonomía de dirección política, legislativa, administrativa y financiera. Las capitales provinciales alternan bienalmente como la sede del parlamento regional. La región ha mantenido solamente algunas funciones y se limita cada vez más a coordinar las políticas provinciales.
La capital regional se halla solo formalmente en Trento, ya que las capitales provinciales se alternan bienalmente como sede del parlamento regional. Además no existe un verdadero parlamento regional, porque se compone de los miembros de los consejos provinciales. La carga de presidente de la región la asumen a rotación bienal los presidentes de las provincias autónomas. Actualmente el presidente es Arno Kompatscher.

## Economía
Los valles fértiles de Trentino-Alto Adigio producen vino con denominación de origen (DOC), frutas, lácteos, mientras que sus industrias incluyen la química, la producción de metal y la industria del papel. La región es una gran exportadora de energía hidroeléctrica.

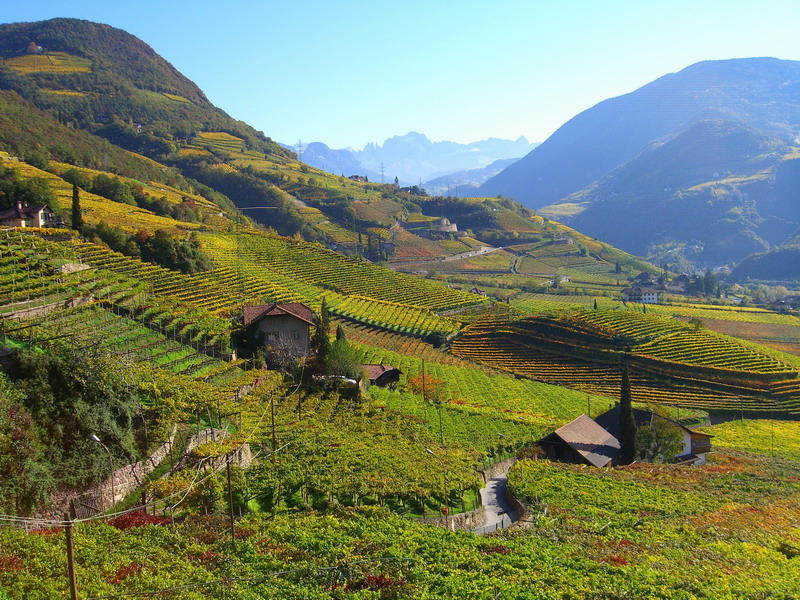
Viñedos St. Magdalena, Alto Adige/Tirol del Sur.

Los rasgos más importantes de la estructura económica de la región son la fortaleza del sector turístico, dado que la región es conocida por sus estaciones de esquí, y el especial sistema de cooperación entre la agricultura y la industria. En la última década, el turismo se convirtió en un componente muy importante de la economía de la provincia. Trentino-Alto Adigio, que es una escala entre los países del norte de Europa y el centro y el sur de Italia, ha encontrado su verdadera vocación en esta rama líder del sector de los servicios con todos sus productos derivados. La región tiene una concentración de hoteles muy alta (6.178 establecimientos en 2001 con 236.864 camas de hotel). La capacidad total de acomodación de la región cuenta con 651.426 camas disponibles en hoteles y otros establecimientos.

## Cultura

### Idiomas

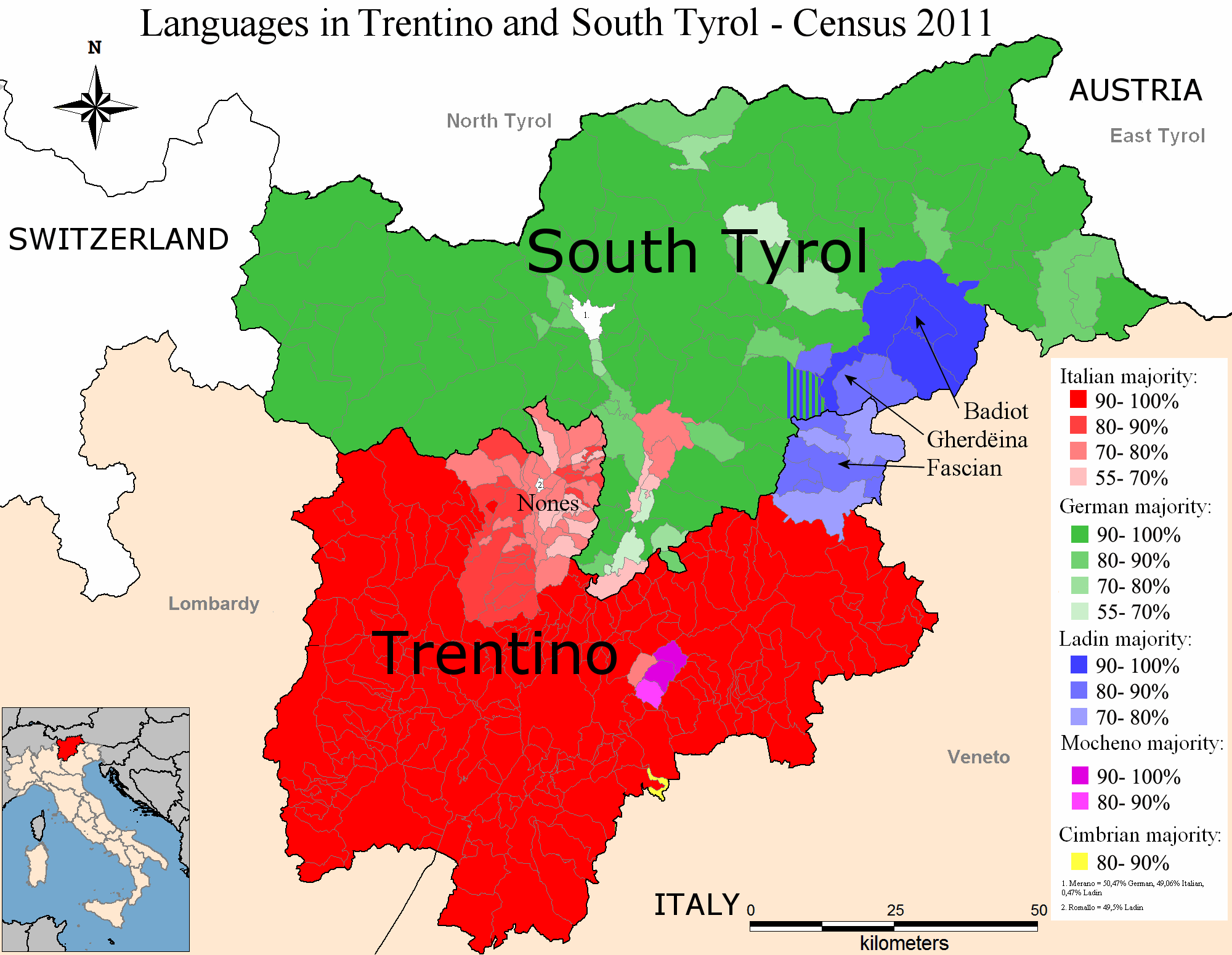
Censo lingüístico de 2011

Los principales grupos idiomáticos son el italiano (alrededor del 60% del total) y los de habla alemana (un poco por debajo de 35%), con una pequeña minoría que habla ladino (5%).
Las dos provincias son bastante diferentes lingüísticamente. El Trentino (Provincia autónoma de Trento) es casi completamente de lengua italiana, con comunidades históricas de lengua alemana en el municipio de Luserna y cuatro municipios del Valle Mocheni. Hay también minorías de habla ladina que viven en el Valle Fassa. A diferencia del Alto Adigio, la protección de los grupos de lenguas minoritarias en el Trentino no está cubierto por el nuevo Statuto d'Autonomia (Estatuto de Autonomía), aunque está bajo estatutos provinciales corrientes.
En la provincia autónoma de Bolzano-Bozen, la mayoría habla alemán (69,1% de la población) en su variedad vernácula surtirolesa, aunque en la capital Bolzano-Bozen el 73% de la población habla italiano como su idioma materno debido a la Italianización de Tirol meridional la burocracia y represión del alemán después de la anexión de la región a Italia en el año 1919. La minoría de italófonos es significativa, un 26,5% de su población. El ladino es el idioma oficial adicional en algunos municipios. Según el censo del año 2001, 103 de 116 comunas tienen una mayoría de hablantes nativos alemanes, 8 de hablantes ladinos y 5 de italiano. Hoy tanto italianos como alemanes tienen el estatus de idiomas cooficiales en la provincia de Bolzano-Bozen.
En Trentino-Alto Adigio existe también la minoría lingüística ladina dolomita. La así llamada Ladinia, que se extiende también por el territorio de la región vecina de Véneto, comprende: Val Gardena y Val Badia en Alto Adigio, Val di Fassa en Trentino, Colle Santa Lucia, Livinallongo del Col di Lana y Cortina d'Ampezzo en provincia de Belluno. Cada valle posee su propia variante ladina, a menudo muy diferente de las otras, lo que constituyó un serio obstáculo para el desarrollo cultural y lingüístico fuera de sus límites: por ello se pensó crear una lengua estándar ("ladino estándar") con modelo en el romanche del cantón suizo de los Grisones, que reuniese los aspectos más similares del habla ladina, donde se agruparon los diversos dialectos en un idioma solo. De esta forma se favorecería la comprensión, la difusión y el aprendizaje de la lengua.

### Deporte
La región cuenta con numerosos equipos de hockey sobre hielo, entre ellos el Bolzano, que logró 18 campeonatos de Italia, un Seis naciones, una Liga Alpina y un campeonato de Austria en 2013/14. El principal equipo de vóleibol es el Trentino, que ganó tres veces la Liga de Campeones de Europa y cuatro veces el Campeonato Mundial de Clubes.